# Nairnshire (circonscription du Parlement d'Écosse)
Le Nairnshire était une circonscription du Parlement écossais avant l'Union avec l' Angleterre en 1707. les barons du comté ou Sheriffdom de Nairn ont élu deux commissaires pour les représenter au Parlement et à la Convention des États.
À l'époque de l'Union, Hugh Rose, commissaire du Nairnshire, fut choisi comme l'un des représentants écossais au premier Parlement de Grande-Bretagne. À partir de 1708 , le Nairnshire a envoyé un membre à la Chambre des communes de Grande-Bretagne.

## Liste des commissaires du comté
- 1617, 1628–1633: John Dunbar de Moynes[1]
- 1628–1633, 1630 convention: John Campbell de Calder[2]
- 1639–1641: James Grant de Moyness
- 1643 convention: Alexander Dunbar de Boath[1]
- 1646–1647, 1648: Hugh Rose de Kilravock[3]
- 1646–1647, 1648: Alexander Brodie de Lethen[4]
- 1661–1663: Sir Hugh Campbell de Calder, sheriff[5]
- 1661–63, 1667 convention: James Grant de Moynes [6],[7]
- 1665 convention: Hugh Rose de Clava[3]
- 1669–1674, 1678 convention, 1681–82: Sir Hugh Campbell de Calder[5],[8]
- 1678 (convention), 1681–1682: Duncan Forbes de Culloden [8]
- 1685–1686: Hugh Rose de Kilravock[3]
- 1685–1686, 1689 (convention), 1689–1693: Sir Hugh Campbell de Calder (expulsé en 1693)[5]
- 1689 convention, 1689–1693: John Hay de Lochley  (mort vers 1693) [9]
- 1689: David Brodie de Lethen
- 1693–1702: George Brodie de Aslisk[10]
- 1693–1695: Alexander Campbell de Calder (décédé vers 1698) [11]
- 1700–1702, 1702–1707: Hugh Rose de Kilravock[12]
- 1702–1703: Duncan Forbes de Culloden (décédé en 1704)[13]
- 1704–1707: John Forbes de Culloden[14]